# The Human Cycle
The Human Cycle ist ein Buch, das der Schriftsteller Aurobindo während des Ersten Weltkrieges schrieb.
In diesem Buch beschreibt Aurobindo eine Wandlung zu einer spirituelleren Gesellschaft. Er schreibt auch, dass der Einfluss des Ostens vor allem in Richtung von Subjektivismus und praktischer Spiritualität sein wird, was zu einer größeren Öffnung von unserer physischen Existenz zu der Realisation von Idealen führen, die sich von bisherigen limitierten Zielen über das Leben und den Körper in ihrer groben Natur unterscheiden.
Der Mensch, so sagt er, braucht Freiraum, um spirituell zu wachsen, und seine eigene individuelle Wahrheit erfüllen zu können. Dieser Freiraum muss ihm gewährt werden. Das ist eine Idee und Wahrheit, die intellektuell begriffen, ihre größte äußerliche und oberflächliche Bedeutung in Europa erfahren hat, und die im Kern mit den tiefsten und höchsten spirituellen Konzepten Asiens in Einklang steht.
Auch die Erziehung wird als neues Ziel haben, die eigenen intellektuellen, moralischen, ästhetischen und praktischen  Fähigkeiten der Schüler zu entwickeln, und die Schüler nicht mehr nur in eine festgelegte Form zu pressen und ihnen möglichst viel stereotypisches Wissen beizubringen.
Des Weiteren übt Aurobindo in diesem Buch Kritik an allen Formen von Totalitarismus, autoritären Staaten, Materialismus, Krieg und Diktaturen. Er warnte vor einer Gesellschaft, die nur durch ihre Institutionen und nicht durch Menschen lebt, die nur eine Maschine ist, in der das Leben zum mechanischen Produkt wird.
Ferner behauptet Aurobindo, dass man sein Ego nicht einer Institution oder einer bürokratischen Maschine unterwerfen müsse, sondern sich zu der wahren Göttlichkeit in uns selbst bewegen solle.